# ミリアム

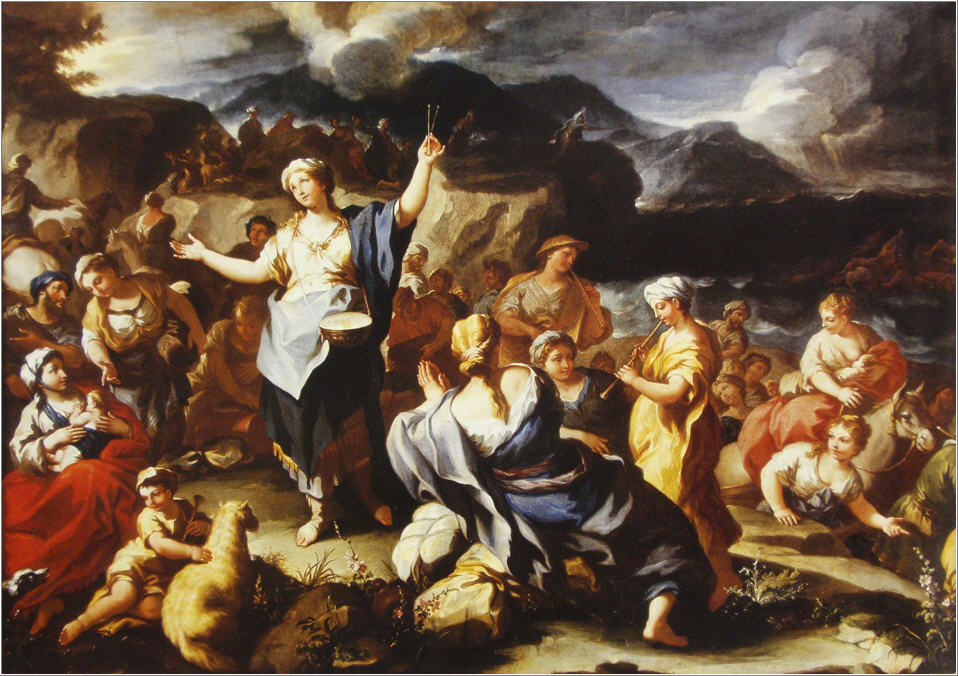
神を賛美するミリアム。

ミリアム（ヘブライ語: מִרְיָם (Miryam), ラテン語: Miriam, 英語: Miriam）は、『旧約聖書』に登場する女預言者。コハテの子アムラムとレビの娘ヨケベドの娘で、モーセとアロンの姉である。（「ミリアムとアロンはモーセとは母が違う異母姉・異母兄」とする説もある。）

## 概要
イスラエルの民を率いてモーセがエジプトを脱出した時、追いかけてきたファラオの軍勢が紅海に飲み込まれた後で、ミリアムは小太鼓を手にとり、踊りながら歌い従い来る女たち皆の音頭をとって、神を賛美する歌を歌った。
荒野を放浪した民がヘツェロトにいたとき、モーセの兄アロンとミリアムはモーセがクシュ人の女性を妻にしたことを非難する。モーセは反論しなかった。ミリアム、アロン、モーセは神の臨在の幕屋の前に呼ばれる。雲の柱の形であらわれた神はモーセを非難したアロンとミリアムに対して怒りを表して去っていく。ミリアムは瞬時にして重い皮膚病にかかり、全身が白くなる。アロンとミリアムは自分たちの行いを悔いる。アロンがモーセに許しをもとめたため、ミリアムは神の指図によって1週間宿営から隔離された後、元の宿営に戻ることができた。
ミリアムはツィンの荒野のカデシュの地でなくなったという。
なお、マリアという女性名はミリアムのアラム語読みに由来する。